# Championnats du monde de triathlon longue distance 2002
Les Championnats du monde de triathlon longue distance 2002 présentent les résultats des championnats mondiaux longue distance de triathlon en 2002 organisés par la fédération internationale de triathlon.
Ces 9e championnats se sont déroulés à Nice en France le 22 septembre 2002 dans le cadre du Triathlon international de Nice.

## Distances
| Distances course (kilomètres) | Distances course (kilomètres) | Distances course (kilomètres) |
| Natation                      | Vélo                          | Course à pied                 |
| ----------------------------- | ----------------------------- | ----------------------------- |
| 4                             | 120                           | 30                            |

## Résultats

### Homme
| Rang   | Athlète                    | Pays      | Temps           |
| ------ | -------------------------- | --------- | --------------- |
| Or     | Cyrille Neveu              | France    | 6 h 19 min 45 s |
| Argent | Torbjørn Sindballe         | Danemark  | 6 h 22 min 05 s |
| Bronze | Rutger Beke                | Belgique  | 6 h 22 min 52 s |
| 4      | Gilles Reboul              | France    | 6 h 24 min 10 s |
| 5      | Ralf Eggert                | Allemagne | 6 h 24 min 57 s |
| 6      | Christoph Mauch            | Suisse    | 6 h 25 min 48 s |
| 7      | François Chabaud           | France    | 6 h 29 min 14 s |
| 8      | Jarrod Brauer              | Australie | 6 h 29 min 51 s |
| 9      | Peter Sandvang             | Danemark  | 6 h 29 min 58 s |
| 10     | Alejandro Santamaría Pérez | Espagne   | 6 h 30 min 09 s |

### Femme
| Rang   | Athlète              | Pays        | Temps           |
| ------ | -------------------- | ----------- | --------------- |
| Or     | Ines Estedt          | Allemagne   | 7 h 06 min 43 s |
| Argent | Kathleen Smet        | Belgique    | 7 h 11 min 55 s |
| Bronze | Virginia Berasategui | Espagne     | 7 h 14 min 17 s |
| 4      | Susan Williams       | États-Unis  | 7 h 22 min 33 s |
| 5      | Sophie Delemer       | France      | 7 h 22 min 45 s |
| 6      | Beth Thomson         | Royaume-Uni | 7 h 23 min 42 s |
| 7      | Edith Niederfriniger | Italie      | 7 h 28 min 24 s |
| 8      | Sione Jongstra       | Pays-Bas    | 7 h 32 min 27 s |
| 9      | Ariane Gutknecht     | Suisse      | 7 h 33 min 21 s |
| 10     | Gabriela Loskotová   | Tchéquie    | 7 h 40 min 23 s |

## Tableau des médailles
| Rang  | Nation    | Or | Argent | Bronze | Total |
| ----- | --------- | -- | ------ | ------ | ----- |
| 1     | Allemagne | 1  | 0      | 0      | 1     |
| -     | France    | 1  | 0      | 0      | 1     |
| 3     | Belgique  | 0  | 1      | 1      | 2     |
| 4     | Danemark  | 0  | 1      | 0      | 1     |
| 5     | Espagne   | 0  | 0      | 1      | 1     |
| Total | Total     | 2  | 2      | 2      | 6     |